# Bazaltowe
Bazaltowe (ukr. Базальтове; do 1945 roku Janowa Dolina) – wieś na Ukrainie, w obwodzie rówieńskim, w rejonie kostopolskim. W 2001 roku liczyła 494 mieszkańców.
Miejscowość leży wśród lasu na prawym brzegu rzeki Horyń. W pobliżu znajdują się kamieniołomy bazaltu. W głębokich i rozległych wyrobiskach występują ściany skalne ze słupów bazaltu, nad którymi zalega cienka powłoka żółtego piasku porośniętego sosnowym borem.

## Historia
Osada Janowa Dolina powstało w okresie II Rzeczypospolitej w latach 1920-1930 jako wzorcowe osiedle zakładowe przy nowo powstałych Państwowych Kamieniołomach Bazaltu, zatrudniających ok. 1200 pracowników. Należało do gminy Kostopol, w powiecie kostopolskim, w województwie wołyńskim. Osiedle rozrastało się wraz z rozwojem kopalni, osiągając w końcu lat 30. liczbę ponad 3000 mieszkańców, w tym 97% Polaków. Twórcą i dyrektorem Państwowych Zakładów Bazaltu był inżynier Leonard Szutkowski; jego nazwisko widnieje na ukraińskiej liście katyńskiej. Budowniczym osiedla był natomiast inżynier Urbanowicz. Nazwa miejsca wywodzi się z czasów Jana Kazimierza, który polował w okolicznych lasach.
Janowa Dolina była modelowym osiedlem, zbudowanym na podstawie nowoczesnego planu urbanistycznego, analogicznie jak miasto Gdynia, w pełni zelektryfikowanym, wyposażonym w sieć wodno-kanalizacyjną. W miejscowości ponadto urządzono klub sportowy z boiskiem, band jazzowy, szkołę, kino, sklepy i cmentarz. Osiedle było zlokalizowane w lesie sosnowym, na obszarze pomiędzy wyrobiskiem kopalnianym a urwiskiem zalesionego zbocza doliny rzeki Horyń. Siatka ulic została wytyczona w układzie prostokątnym pomiędzy istniejącymi drogami lokalnymi Złaźne-Hołowin, Złaźne-Podłużne. Dla poszczególnych alei wycięto w lesie pasy o szerokości ok. 100 m. Środkiem każdego pasa biegła ulica wybrukowana kostką bazaltową. Po obu stronach ulicy, na działkach o powierzchni ok. 600 m² wybudowano domki-wille czterorodzinne. Do każdego mieszkania należała cześć działki przeznaczona na ogródek. Części piwniczne wszystkich domów były zbudowane z kamienia bazaltowego. Na nich wzniesiono budynki drewniane, dwukondygnacyjne, z dachami dwuspadowymi, krytymi czerwoną dachówką. W centrum osiedla, przy alei głównej wybudowano duży budynek, tzw. blok, na planie litery U, w którym znajdowały się: sala kinowa, widowiskowa, pokoje hotelowe i mieszkalne dla specjalistów, stołówka, kioski. Obok „bloku” znajdowało się boisko piłkarsko-lekkoatletyczne. Przy kamieniołomie bazaltu działał klub sportowy „Strzelec”. Pomiędzy boiskami a kopalnią pozostawiono pas zalesiony, który izolował osiedle od kopalni. W sąsiedztwie „bloku” wydzielono teren pod budowę kościoła stałego, do budowy którego nie doszło, czasowo kościół mieścił się w drewnianym baraku.

### Zbrodnia w Janowej Dolinie
Mieszkańcy Janowej Doliny w Wielki Piątek 23 kwietnia 1943 roku zostali wymordowani w wyniku napadu ukraińskich grup, powstałych z połączenia sił UPA, kolaboracyjnej policji ukraińskiej oraz tzw. czerni – okolicznego ukraińskiego chłopstwa. Masakry ludności polskiej dokonano nożami, siekierami, kulami z broni palnej, ofiary palono żywcem, dzieci nabijano na pale. Zamordowano w ten sposób około 600 osób bez względu na wiek lub płeć.
15 maja UPA znowu zaatakowała Janową Dolinę, paląc elektrownię, trafostację, hydrofornię i wiele budynków poza zasięgiem niemieckiej obrony. Nikt nie zginął. Po tym ataku wywieziono resztę cywilów i sprowadzono polskich policjantów z 202 batalionu.

## Sport
Przed wojną w miejscowości działało kilka klubów piłkarskich, m.in. KS Strzelec Janowa Dolina (mistrz klasy A województwa wołyńskiego w sezonie 1936/1937, przegrane baraże o awans do ekstraklasy).